# Жан ван ден Босх
Жан ван ден Босх (5 серпня 1898 — 1 липня 1985) — бельгійський велогонщик.
Срібний призер Олімпійських Ігор 1924 року в командній шосейній гонці, бронзовий призер 1924 року в командній гонці переслідування.